# Anne Darwin
Anne Elizabeth "Annie" Darwin (2 de marzo de 1841 - 22 de abril de 1851) fue la segunda hija e hija mayor de Charles Darwin y su esposa Emma Darwin. Murió a sus 10 años de edad.

## Vida
En 1849 Anne contrajo escarlatina junto con sus dos hermanos, y su salud empeoró a partir de entonces, enfermando de lo que se cree que fue tuberculosis, y murió dos años más tarde en Worcestershire. Confiando en la hidroterapia impulsada por James Manby Gully, los Darwin llevaron a su hija a tomar las aguas a la ciudad balneario de Worcestershire, Great Malvern. Allí murió con diez años, y fue enterrada en el cementerio de Great Malvern Priory.
La muerte de Annie fue un terrible golpe para sus padres. Charles Darwin escribió en su diario: "Hemos perdido la alegría de la casa y el consuelo de nuestra vejez... Oh, que ahora pudiera saber cuan profundamente, cuan tiernamente la amamos todavía y la amaremos para siempre (...)".
La estudiosa sobre Charles Darwin E. Janet Browne escribe: "Anne era (...) la niña de los ojos de su orgulloso padre, su hija favorita, le confesó [a su amigo William Darwin Fox]. Más que ningún otro niño lo trataba con un afecto espontáneo que le conmovía profundamente. A ella le gustaba peinarle el cabello y darle forma a su ropa, y era por naturaleza absorta en sí misma, limpia y ordenada, cortando delicados trozos de papel para guardarlos en su caja de trabajo, enhebrando cintas y cosiendo pequeñas piezas para sus muñecas y confeccionando (...) pequeños mundos".
La pérdida de su amada hija solo se suavizó con el nacimiento de Horace Darwin, que llegó al mundo el 13 de mayo de 1851 solo tres semanas después del fallecimiento de su hermana.

## La caja de Annie
Alrededor del año 2000, el tataranieto de Charles Darwin, Randal Keynes, descubrió una caja que contenía recuerdos de Anne recolectados por Charles y Emma Darwin. Escribió una biografía de su antepasado centrada en la relación entre Darwin y su hija, titulada La caja de Annie. El guion de la película Creation de 2009 se basa en este libro.